# 亞當·托馬斯
亞當·托馬斯（英語：Adam Gordon Thomas；1988年8月11日—）是英國的一位演員。他最著名的作品是在BBC電視劇Waterloo Road中飾演Donte Charles角色，以及在獨立電視台肥皂劇愛默戴爾中飾演Adam Barton角色。他出生在曼徹斯特，演藝生涯開始於2002年。